# Federação Democrática Internacional das Mulheres
A Federação Democrática Internacional das Mulheres (WIDF) é uma organização internacional pró direitos das mulheres. Foi criada em 1945, sendo mais ativa durante a Guerra Fria. Inicialmente, concentrou-se na luta antifascista, na paz mundial, no direito das crianças e na igualdade de gênero.
Durante a Guerra Fria, a organização foi descrita como tendo tendência comunista e pró União Soviética.
O Dia Internacional de proteção das Crianças, observado em muitos países como o Dia das Crianças em 1º de junho desde 1950, foi estabelecido pela Federação em seu congresso de novembro de 1949 em Moscou.
A FMD publicava uma revista mensal, Women of the Whole World, em inglês, francês, espanhol, alemão e russo, com edições ocasionais em árabe.
A secretaria da FMD está localizada em São Paulo, Brasil.
A deputada filipina, Liza Maza, é a coordenadora regional da FDMI na Ásia.

## Fundação
O WIDF foi fundado em Paris em 1945, mas posteriormente foi banido pelas autoridades francesas e transferido para Berlim Oriental, onde foi apoiado pelo governo da Alemanha Oriental. Seu primeiro presidente foi Eugenie Cotton, e seus membros fundadores incluíram Tsola Dragoycheva e Ana Pauker. Líderes posteriores incluíram a australiana Freda Brown. A WIDF foi uma das maiores e "provavelmente mais influentes organizações internacionais de mulheres da era pós-1945" no bloco oriental. Em vários momentos de sua história, o WIDF desfrutou de status consultivo junto ao Conselho Econômico e Social (ECOSOC) das Nações Unidas. Foi na iniciação dos representantes da FDMI na Comissão sobre o Status da Mulher (CSW) nas Nações Unidas que a ONU declarou o Ano Internacional da Mulher em 1975.

## Guerra Fria

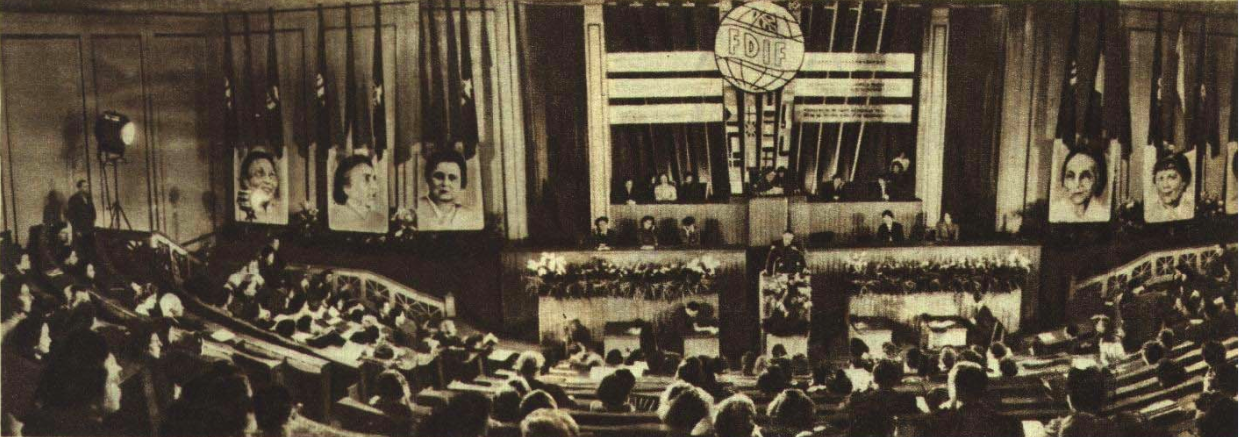
4º Conselho da Federação Democrática Internacional das Mulheres em janeiro de 1951

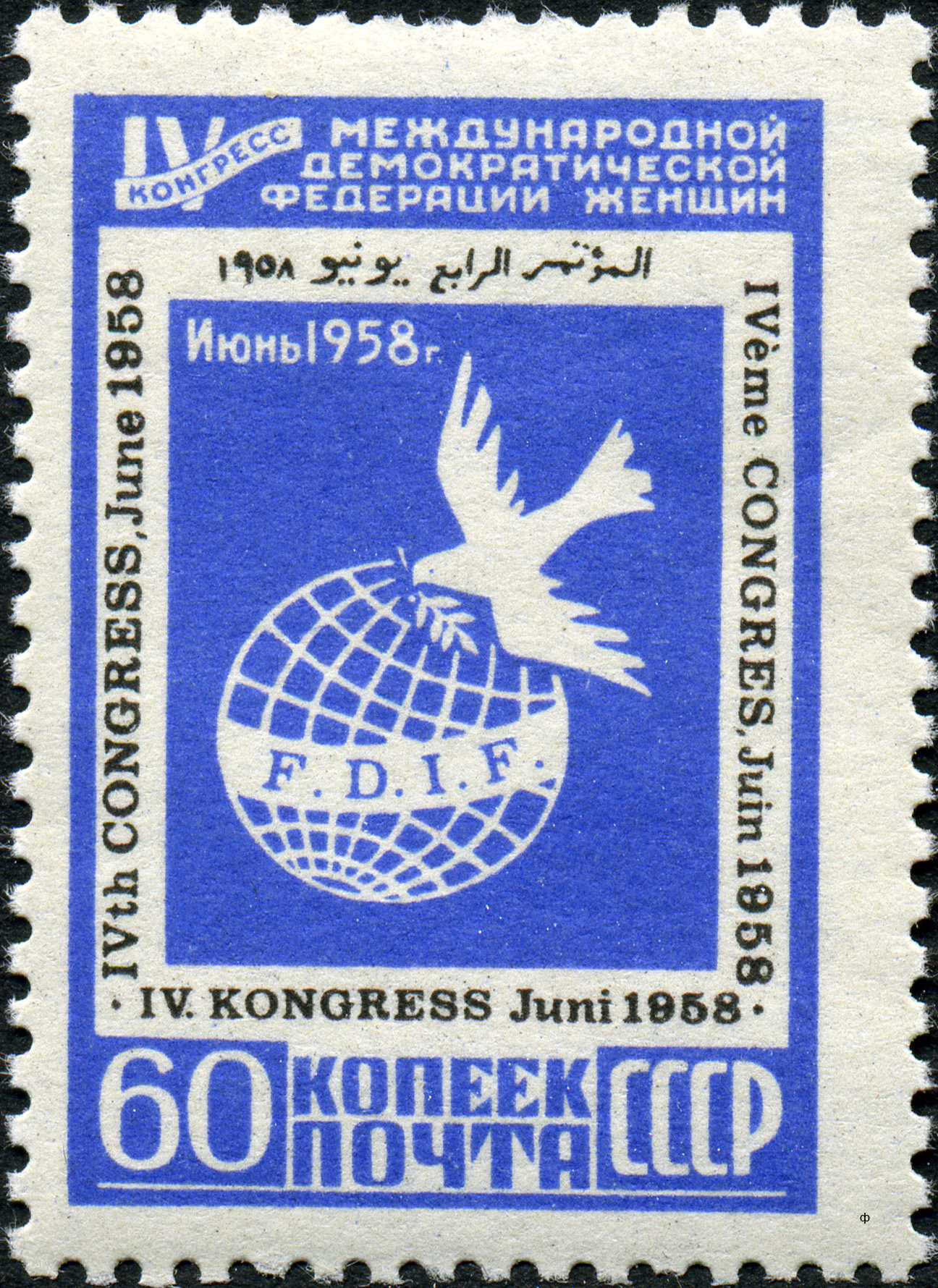
Selo marcando o quarto Congresso da WIDF (acrônimo francês FDIF usado aqui), 1958

Durante a Guerra Fria, o Congresso das Mulheres Americanas era a organização afiliada do WIDF nos Estados Unidos. Em 1949, membros do Congresso de Mulheres Americanas foram alvo do Comitê de Atividades Antiamericanas da Câmara dos Representantes (HUAC). No relatório do HUAC, o WIDF foi nomeado como uma organização de "frente comunista".  :7
Estudiosos subsequentemente descreveram o WIDF como uma organização feminista ativa que defende os direitos das mulheres,    e afirmaram que os estereótipos da "Guerra Fria" continuam a impactar o legado dessa organização, efetivamente apagando-a da história das mulheres internacionais. movimentos.  A FMD desempenhou um papel importante no apoio às lutas anticoloniais das mulheres na Ásia, África e América Latina. 

## Afiliados
- Congresso das Mulheres Americanas
- Federação das Mulheres da China
- Assembleia Nacional de Mulheres (EUA)
- Federação Nacional de Mulheres Indianas
- Liga Democrática de Mulheres da Alemanha
- União Nacional das Mulheres Saharauis
- Federação Feminina do Brasil

### Outras "frentes comunistas" internacionais pós-1945
- Associação Internacional de Advogados Democratas
- Federação Internacional de Combatentes da Resistência – Associação de Antifascistas
- Organização Internacional de Jornalistas
- União Internacional de Estudantes
- Federação Mundial da Juventude Democrática
- Federação Mundial de Trabalhadores Científicos
- Federação Mundial de Sindicatos
- Conselho Mundial da Paz